# Manassas, Virginia
Manassas är en stad (independent city) och countyfritt område i den amerikanska delstaten Virginia med en folkmängd som enligt United States Census Bureau uppgår till 37 821 invånare (2010). Trots att Manassas är countyfritt fungerar staden som administrativ huvudort i Prince William County.

## Historia
Första slaget vid Bull Run utkämpades nära Manassas i juli 1861. Trupper från Amerikas konfedererade stater vann slaget som de själva kallade slaget vid Manassas (efter andra slaget vid Bull Run First Manassas). Slagets skådeplatser ligger i Fairfax County och i Prince William County. År 1862 utkämpades i omkringliggande Prince William County andra slaget vid Bull Run som de konferedererade trupperna kallade Second Manassas.

## Kommunikationer
Från Manassas utgår en linje av Virginia Railway Express till Union Station i Washington, D.C.

## Geografi
Staden har en total area på 25,8 km². 25,7 km² av den arean är land och 0,1 km² är vatten. 

### Angränsande countyn
- Prince William County - nordväst, väst, syd, öst
- Manassas Park - independent city - nordost